# あけぼのほりえこども園
あけぼのほりえこども園（あけぼのほりえこどもえん）は、大阪府大阪市西区にある、学校法人あけぼの学園が設置する認定こども園。建物は大阪都市景観建築賞を受賞した。

## 概要
学校法人あけぼの学園が運営する幼保連携型認定こども園。大阪市立堀江幼稚園の民間委託を経て2019年4月1日設立。１号・２号認定（年少・年中・年長）、３号認定（0・1・2歳児）。

## 教育理念
結果が見えやすい数や文字、何かを知っているなどの「認知的能力」ではなく、将来人間が生きていく中で最も大切な愛他心、やる気、試練を乗り越える力、自己抑制や忍耐力などの「非認知的能力」の基礎を大切に培うことを保護者と共有し、園と家族が手を取り合って子育てに励む「あけぼの子育て村」を目指す。

## 建築
園舎は竹原義二/無有建築工房が設計、藤木工務店が施工し、2019年2月竣工。敷地接道部の透かし積みレンガ等の囲障により、園庭のクスノキ、トウカエデ等が視認可能。さらに屋上庭園を設けることで立体的な緑の繋がり、建物のセットバックによる駐輪場等を軒下に収納することからまちなみの連続性を演出している。2021年度大阪都市景観建築賞奨励賞を受賞。

## アクセス
- Osaka Metro千日前線 ,長堀鶴見緑地線西長堀駅より徒歩1分